# 世界少女名作全集
『世界少女名作全集』（せかいしょうじょめいさくぜんしゅう）は、講談社より1964年から1967年にかけて刊行された少女小説の叢書。
箱入りハードカバー。全15巻。

## 一覧
1. さようなら松葉杖（ジーン・リトル(Jean Little)）白木茂訳　1964年
2. 風の子キャディー（キャロル・ライリー・ブリンク(Carol Ryrie Brink)）榎林哲訳　1964年
3. 人形ヒティの冒険（Hitty: her first hundred years、レイチェル・フィールド(Rachel Field)）久米元一訳　1964年
4. ルシンダの日記帳（ルース・ソーヤー(Ruth Sawyer)）亀山龍樹訳　1964年
5. ヒバリは空に（エルフリダ・ビボン(Elfrida Vipont)）三井嫩子訳　1964年
6. 金のベール（アルベルタ・ロメル(Alberta Rommel)）植田敏郎訳　1964年
7. すてきな子犬ジンジャー（エレナー・エスティス(Eleanor Estes)）那須辰造訳　1964年
8. 月にふく風（The Wind on the Moon、エリック・リンクレイター(Eric Linklater)）神宮輝夫訳　1965年
9. いちごつみの少女（Strawberry Girl、ロイス・レンスキー(Lois Lenski)）内田庶訳　1965年
10. 村の少女（リュボーフィ・ヴォロンコーワ）袋一平訳　1965年
11. コルシカの少女（C・E・P＝ギンベルク(C.E. Pothast-Gimberg)）塩谷太郎訳　1965年
12. サボテン王女（J・サン＝マルクー(Jeanne Saint-Marcoux)）塚原亮一訳　1965年
13. ロッセルラの道（Rossella、E・D＝デピラート(Ester Dolci de Pilato)）安藤美紀夫訳　1965年
14. 三人の少女（E・ウェレイスカヤ(Elena Nikolaevna Vereiskaia)）内田莉莎子訳　1965年
15. ポガーの水車小屋（アーサー・M・ミラー(Arthur Maximilian Miller)）山口四郎訳　1965年